# Liste von Burgen und Schlössern in Russland
Diese Liste führt Burgen und Schlösser in Russland auf.

## Oblast Archangelsk
1. Solowezki-Kloster

## Oblast Astrachan
1. Astrachaner Kreml

## Oblast Jaroslawl
1. Erlöser-Verklärungs-Kloster
2. Rostower Metropolitenresidenz (auch Kreml genannt)

## Oblast Kaliningrad
1. Burg Preußisch Eylau,  Preußisch Eylau
2. Burgruine Balga
3. Schloss Capustigall
4. Schloss Fuchshöfen
5. Burg Georgenburg, Majowka
6. Schloss Kilgis
7. Schloss Klein Beynuhnen
8. Ordensburg Memel
9. Burg Tapiau
10. Ordensburg Brandenburg
11. Burg Schaaken
12. Königsberger Schloss
13. Burg Ragnit
14. Ordensburg Tilsit
15. Schloss Friedrichstein
16. Burg Taplacken
17. Burg Labiau
18. Burg Laukischken
19. Burg Lochstedt
20. Burg Groß Wohnsdorf
21. Festung Groß Friedrichsburg, Königsberg
22. Schloss Groß Holstein
23. Herrenhaus Schettnienen
24. Jagdhaus Pait
25. Burg Preußisch Eylau
26. Burg Gerdauen
27. Burg Saalau
28. Burg Insterburg
29. Ordensburg Waldau
30. Burg Neuhausen

## Oblast Leningrad
1. Schlossensemble von Gattschina
2. Burg Polessk
3. Burgruine Talpaki
4. Burgruine Tschernjachowsk
5. Burgruine Uschakowo
6. Koporje
7. Schlüsselburg
8. Festung in Staraja Ladoga
9. Burg Wiborg
10. Festung Trongsund in Wyssozk
11. Festung Kronstadt

## Moskau
1. Moskauer Kreml

## Oblast Moskau
1. Kreml von Kolomna
2. Dreifaltigkeitskloster von Sergijew Possad
3. Saraisker Kreml
4. Serpuchower Kreml (nur wenige Reste erhalten)

## Oblast Nowgorod
1. Nowgoroder Kreml

## Oblast Nischni Nowgorod
1. Nischni Nowgoroder Kreml

## Oblast Pskow
1. Burg Isborsk
2. Burg Iwangorod
3. Festung Porchow
4. Pskower Kreml

## Oblast Rjasan
1. Rjasaner Kreml

## Oblast Smolensk
1. Smolensker Kreml

## Oblast Swerdlowsk
1. Kreml von Werchoturje

## Sankt Petersburg
1. Peter-und-Paul-Festung
2. Schlossensemble von Lomonossow (Oranienbaum)
3. Pawlowsk
4. Schlossensemble von Puschkin / Zarskoje Selo
5. Schloss Peterhof
6. Konstantinspalais
7. Winterpalast in Sankt Petersburg
8. Metropoliten-Palais im Alexander-Newski-Kloster
9. Stroganow-Palais
10. Woronzow-Palais
11. Scheremetjew-Palais
12. Schuwalow-Palais
13. Sommer-Palais Peters des Großen
14. Menschikow-Palais
15. Kinkin-Palais
16. Jussupow-Palais
17. Michaels-Schloss, Ingenieurschloss
18. Marmor-Palais
19. Rumjanzew-Palais
20. Bobrinski-Palais
21. Michaels-Palais, Russisches Museum
22. Mariinski-Palais
23. Anitschkow-Palais
24. Taurisches Palais
25. Tschesmensker Palais
26. Jelagin-Palais
27. Kamennostrowski-Palais

## Oblast Tula
1. Tulaer Kreml

## Oblast Tjumen
1. Tobolsker Kreml

## Oblast Wologda
1. Kloster Ferapontow
2. Kirillo-Beloserski-Kloster
3. Bischofsresidenz in Wologda (auch Kreml genannt)

## RepublikDagestan
1. Festung von Derbent

## RepublikKarelien
1. Festung Korela

## RepublikTatarstan
1. Kasaner Kreml